# Estación de Puebla de Segur
Puebla de Segur (En catalán y según la denominación de FGC, La Pobla de Segur) es la estación terminal de la Línea Lérida-Puebla de Segur. Está situada al sur del municipio español homónimo en Cataluña, en la comarca del Pallars Jussá. Cuenta con servicios de cercanías, operados por FGC y con circulaciones turísticas bajo el nombre comercial Tren dels Llacs. La estación tuvo en 2018 un total de 17 988 usuarios que iniciaron el trayecto en la estación.

## Situación ferroviaria
La estación, de carácter terminal, se encuentra ubicada en el punto kilométrico 88,890 de la línea férrea de ancho ibérico que une Lérida con Puebla de Segur, a 474 metros de altitud, siendo su colateral la estación de Salás del Pallars. El tramo es de vía única y está sin electrificar.

## La estación[3]
Se sitúa al sur del núcleo urbano de la población, que queda al otro costado del Río Flamisel. Originalmente contaba con amplias instalaciones, dado el carácter terminal de la estación, con la idea de prolongar la línea hasta el puerto de Salau. La estación tenía la vía principal, tres derivadas y cuatro en toperas, una aguada para locomotoras de vapor (que se conserva) y una rotonda de locomotoras. 
Desde el cambio de configuración de las vías dispone únicamente de tres, la general (vía 1), y dos derivadas, una a cada costado (vías 2 y 3). Entre las vías 1 y 2, al tratarse de una estación terminal, hay una aguja de desvío para facilitar maniobras de locomotoras. Todas ellas finalizan en topera. Sólo existe un andén por el que se accede a las vías 1 y 3, con un pequeño refugio para protegerse de las inclemencias del tiempo y un interfono conectado con el centro de control de la línea. Completan las instalaciones un antiguo muelle de mercancías rehabilitado y dos antiguas grúas mas un punto de aguada restaurados, reminiscencias de su pasado. El edificio original de la estación, de amplias dimensiones y dos alturas, se halla unos metros más al norte y está desligado de usos ferroviarios. El amplio estacionamiento se extiende detrás del edificio de viajeros y a lo largo del muelle de mercancías.

## Historia

### Orígenes
El trazado entre Lérida y Puebla de Segur está ligado históricamente al conocido como ferrocarril Baeza-Saint Girons, un ambicioso proyecto de línea internacional de 850 km de longitud que pretendía unir Baeza (Jaén) con el municipio francés de Saint-Girons (Ariège), pasando por Albacete, Utiel, Teruel, Alcañiz y Lérida. Para el tramo catalán se aprovecharía la línea Lérida-Balaguer inaugurado en 1924 y siguiendo el trazado del río Noguera Pallaresa, atravesaría los Pirineos por el puerto de Salau, enlazando con los ferrocarriles franceses en Saint Girons.
En 1926, durante el régimen de Miguel Primo de Rivera se aprobó el llamado Plan de Ferrocarriles de Urgente Construcción, conocido por Plan Guadalhorce por el ministro que lo impulsó. Este plan preveía la construcción de miles de kilómetros de nuevas líneas férreas de carácter radial que debían mejorar las comunicaciones de aquellas áreas a las que el ferrocarril no había llegado durante el siglo XIX. Entre ellas se encontraba el ferrocarril Baeza-Saint Girons, cuya construcción se inició entre 1926 y 1928. Tras el advenimiento de la Segunda República estos proyectos ferroviarios fueron revisados y paralizados. La posterior Guerra Civil imposibilitó la ejecución de muchas de las grandes obras públicas proyectadas en la época debido a la carestía de medios, suponiendo la suspensión de todos los trabajos. 

### Bajo RENFE

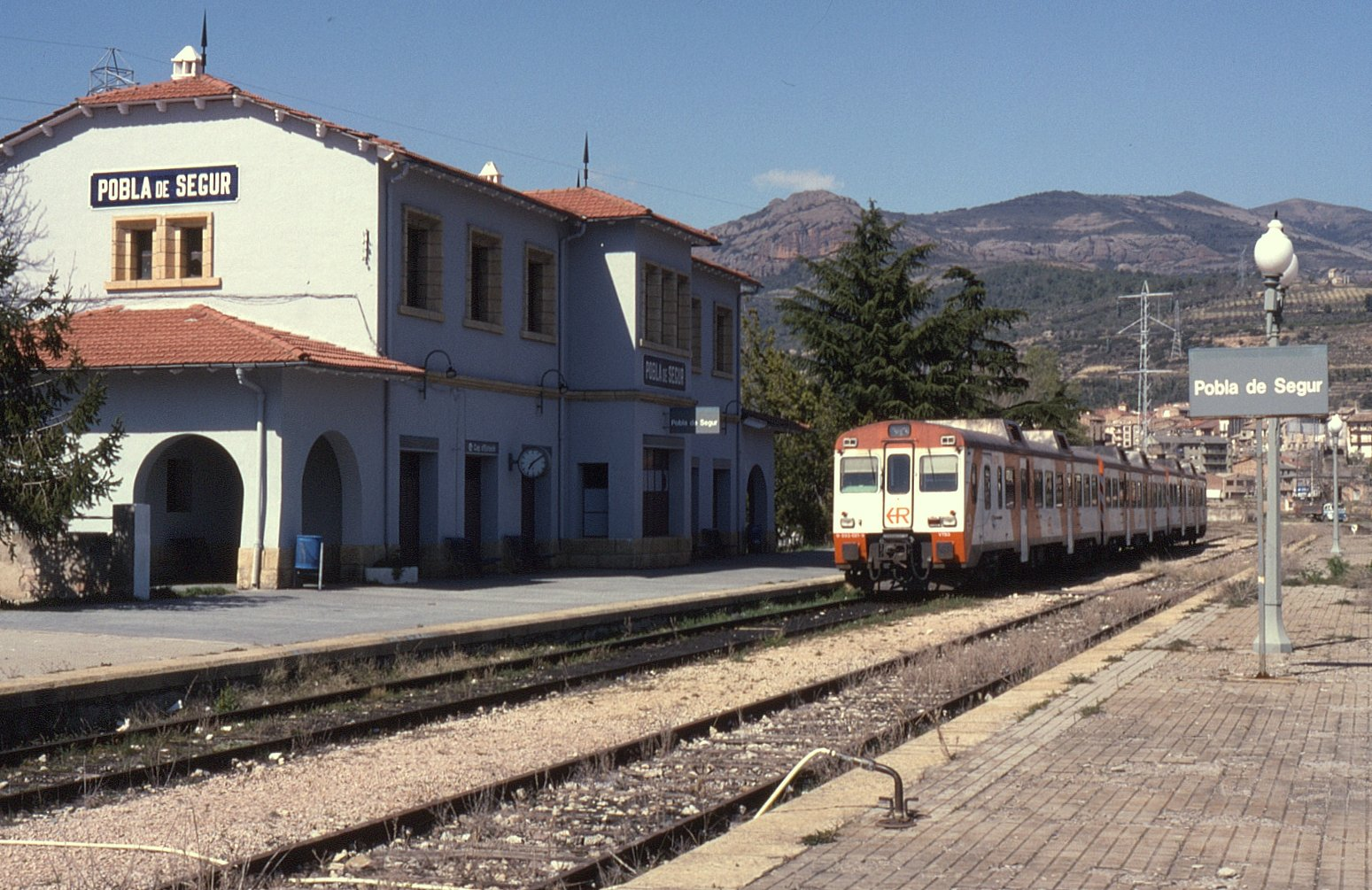
Un automotor diésel de la serie 593 de Renfe en 1995, antes del cambio de configuración de la estación.

En 1941, con la nacionalización de la red viaria, la línea pasó a ser gestionada por RENFE.
El ferrocarril no llegó a Puebla de Segur hasta el 13 de noviembre de 1951, cuando se abrió el tramo entre esta estación y Tremp, que contaba con ferrocarril desde un año antes. En 1962, por recomendación del Banco Mundial, el Estado español decidió detener la construcción de nuevas líneas férreas y concentrarse en la mejora de las ya operativas. Eso supuso que el gobierno paralizara el ferrocarril Baeza-Saint Girons; en la zona sur se desaprovechó el tramo entre Baeza y Utiel, cuya construcción estaba muy avanzada, y en el norte se descartó la interconexión con Francia. Consecuentemente, la línea que debería haber atravesado el corazón de los Pirineos finalizó en toperas en Puebla de Segur desde 1951, a pesar de haber preparado ya el terreno para prolongarla hasta Sort.
El 1 de enero de 1985 estuvo previsto el cierre de la línea y sólo un acuerdo con la administración autonómica de Cataluña, la salvó de su cierre.
Para 2004 ya se había modificado la configuración de la estación debido a la construcción del complejo Ciudad de Vacaciones. Esta modificación conllevó la reducción del número de vías y supuso finalizar los convoyes sin tan siquiera llegar a la altura del antiguo edificio de viajeros.

### Bajo FGC

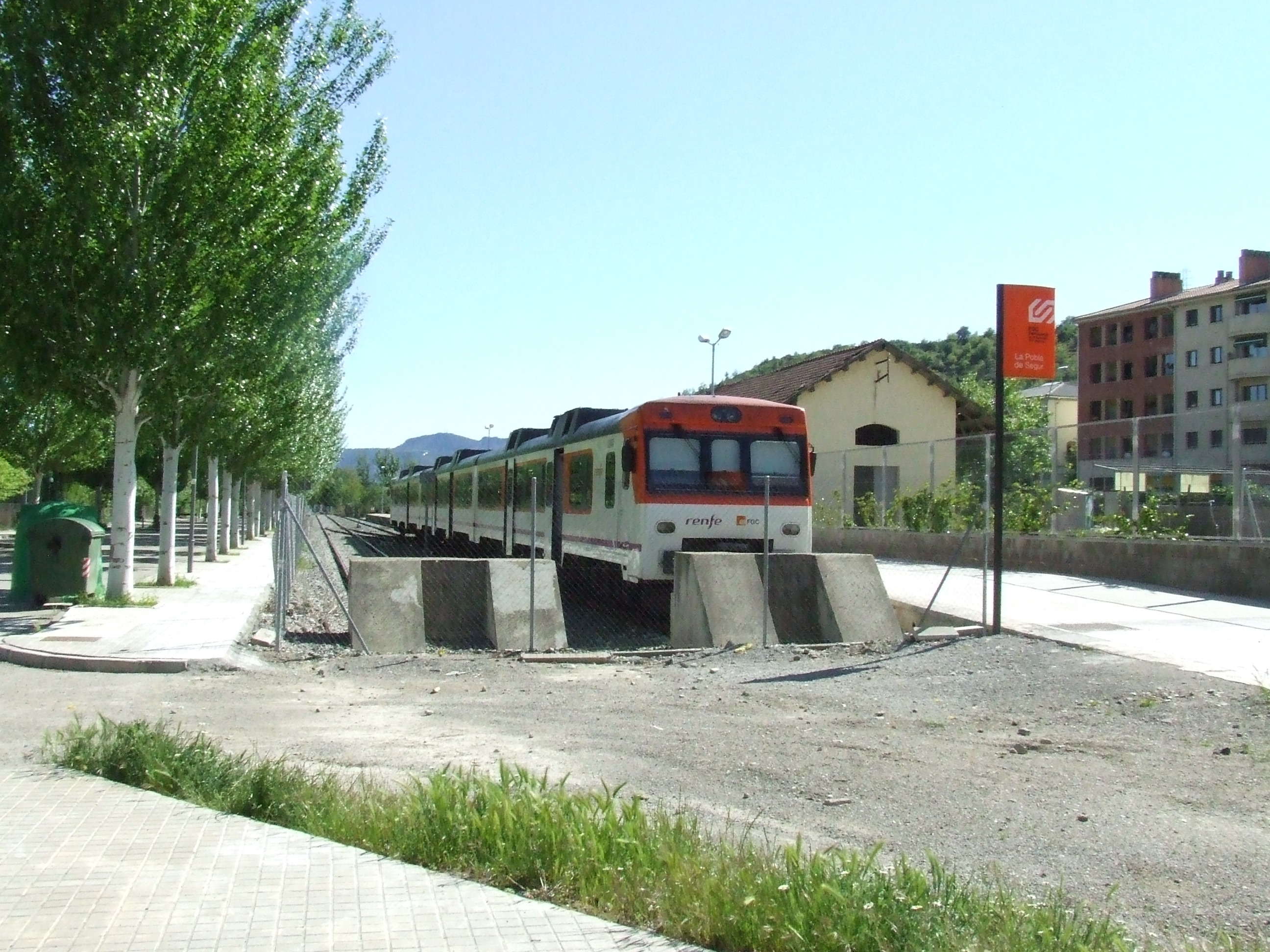
Una unidad de la serie 592 de Renfe estacionada en las toperas de la estación en 2009.

El 1 de enero de 2005, la Generalidad de Cataluña obtuvo la propiedad de la línea  y su explotación mediante su operadora ferroviaria FGC, aunque fue operada de forma compartida por Renfe Operadora hasta el 25 de julio de 2016, como línea Ca-7. Desde entonces, el servicio pasó a estar gestionado y operado únicamente por FGC con nuevos trenes de la serie 331.
Según el plan territorial del Alto Pirineo y Arán, el tramo entre Balaguer y Puebla de Segur tiene una consideración regional y de uso turístico «que da servicio a una población cuantitativamente modesta y a una demanda de movilidad obligada muy escasa».
En 2011 el Parlamento de Cataluña aprobó iniciar los trámites para continuar la línea desde esta estación hasta Seo de Urgel. El futuro trazado iría por el sur de la Sierra de Boumort hasta Seo de Urgel, para llegar a Andorra, en lugar de recuperar el trazado descartado remontando el Noguera Pallaresa hasta Sort y de ahí a Sant Girons (Francia).
En enero de 2021 terminaron los trabajos para adecentar el aparcamiento de la estación. 

## Servicios ferroviarios
Los trenes con los que opera Ferrocarriles de la Generalidad de Cataluña enlazan la estación principalmente con Lérida y Balaguer. Diariamente parten de la estación entre dos y cuatro trenes por sentido con sus correspondientes llegadas.
Las unidades habituales son las de la Serie 331 de FGC, fabricadas por Stadler Rail en Zúrich, siendo probadas en las instalaciones de Plá de Vilanoveta. Entraron en servicio el 17 de febrero de 2016, mediante la unidad 333.01 en su primer servicio entre Lérida y Puebla de Segur, sustituyendo a los antiguos TRD de la serie 592 de Renfe.
Debido al carácter turístico de la línea se ofrecen ocasionalmente los sábados, entre los meses de abril y octubre, un servicio de ida y vuelta entre Lérida y Puebla de Segur, conocido como el "Tren dels Llacs". Estos servicios se componen de dos locomotoras n.º 10820 y 10817 diésel de la serie 308 de RENFE (conocidas como "Yé-yé") más seis coches de viajeros de la serie 6000 (uno de ellos con cafetería) y un coche furgón postal de apoyo. Existe una tercera locomotora Garrat de vapor 282-F-0421 conocida como "La Garrafeta" actualmente en reparación.
Algunos de los sábados del citado periodo circula, en lugar de los anteriores, un tren GTW panorámico de la serie 331 de Stadler a un precio más asequible.
| origen/destino  | anterior/siguiente | Línea | siguiente/anterior | destino/origen |
| --------------- | ------------------ | ----- | ------------------ | -------------- |
| Lérida Pirineos | Salás del Pallars  |       | Terminal           | Terminal       |